# Corporación Escolar de la Comunidad de South Bend

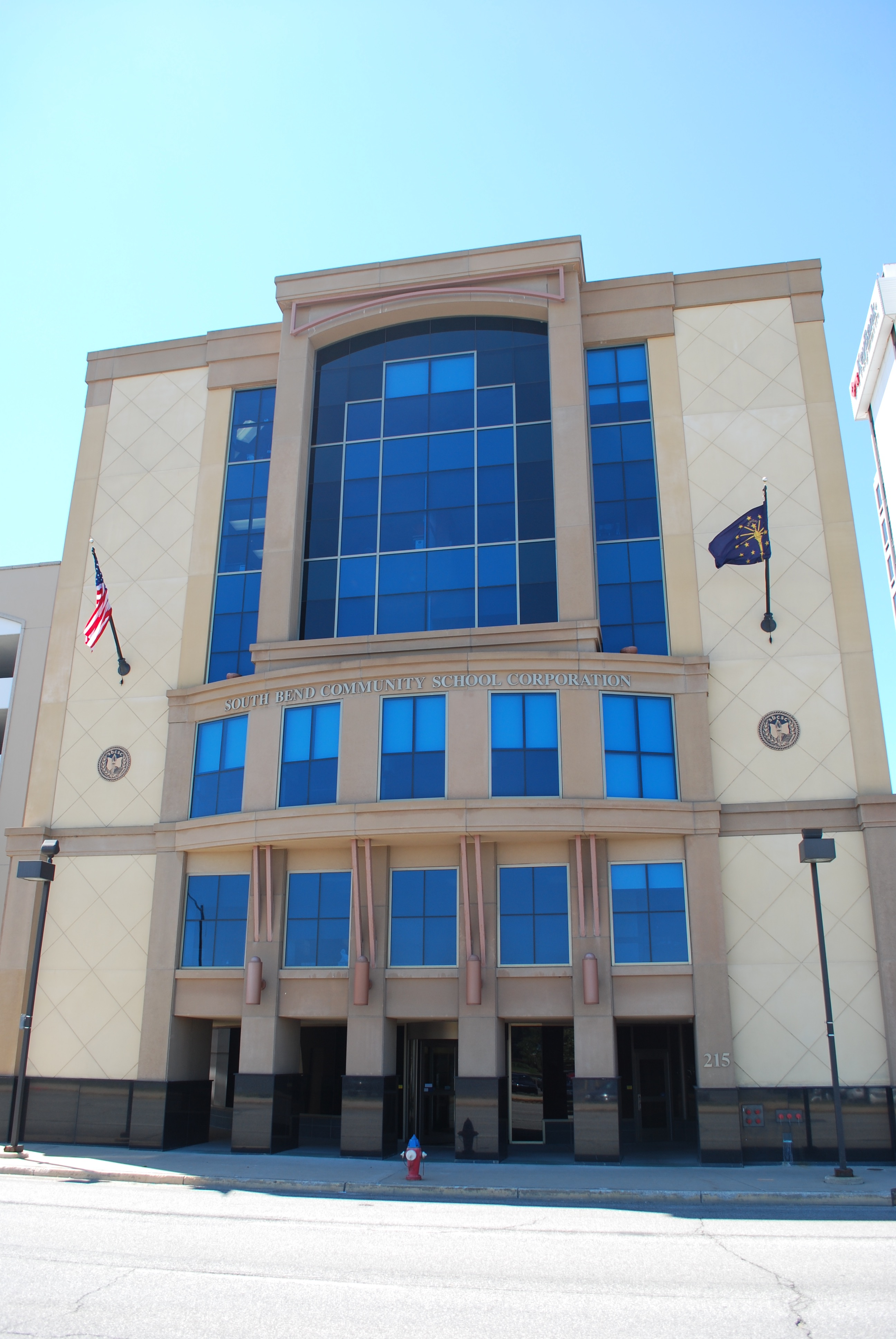
Sede del distrito escolar

La Corporación Escolar de la Comunidad de South Bend (South Bend Community School Corporation, SBCSC) es un distrito escolar de Indiana. Tiene su sede en South Bend. Desde 2015, la doctora Carole Schmidt es la superintendente del distrito. En 2014 tenía 19.308 estudiantes.
En 2014 el consejo escolar del distrito redujo los requisitos de promedios de calificaciones (grade point average o GPA) para los estudiantes atletas.

## Escuelas

### Preparatorias
- John Adams High School
- Clay High School
- James Whitcomb Riley High School
- Washington High School